# Тёмный Осов
Тёмный Осов (бел. Цёмны Восаў) — посёлок в Коммунаровском сельсовете Буда-Кошелёвского района Гомельской области Белоруссии.

## География
В 16 км на юго-восток от Буда-Кошелёво, 30 км от Гомеля, 6 км от железнодорожной станции Уза (на линии Жлобин — Гомель).

## Транспортная сеть
Транспортные связи по просёлочной дороге, затем по шоссе Довск — Гомель. Планировка состоит из короткой почти прямолинейной улицы, к центру которой с севера присоединяется вторая короткая улица. Застройка двусторонняя, деревянными домами усадебного типа.

## История
Основана в начале XX века переселенцами с соседних деревень. Наиболее активная застройка относится к 1920-м годам. В 1926 году в Лапицком сельсовете Уваровичского района Гомельского округа. В 1929 году организован колхоз. На фронтах Великой Отечественной войны погибли 15 жителей деревни. В 1959 году в составе межхозяйственного предприятия «Особино» (центр — посёлок Коммунар).
В 1969 году в деревню переселились жители соседней деревни Селище.

## Население
- 1925 год — 33 двора, 160 жителей.
- 1959 год — 121 житель (согласно переписи).
- 2004 год — 9 хозяйств, 11 жителей.
- 2019 год - 4 жителя